# Daniela Louis
Daniela Louis, née le 21 février 1978 est une ancienne coureuse cycliste suisse, spécialiste de VTT cross-country marathon.

## Palmarès en VTT

### Championnats du monde
- Lillehammer 2005
  - 6e du VTT marathon
- Oisans 2006
  - 6e du VTT marathon

### Coupe du monde
- Coupe du monde de VTT-marathon
  - 1er en 2005
  - 4e en 2006 (1 manche)

### Championnats d'Europe
- 2003
  - 4e aux championnats d'Europe de VTT-marathon
- 2005
  - 9e aux championnats d'Europe de VTT-marathon

### Championnat de Suisse
- 2004
  - 2e du championnat de Suisse de VTT-marathon
- 2006
  - 3e du championnat de Suisse de cross-country

### Autres
- 2005
  - Offenburg - marathon
  - 2e de Oisans - marathon (coupe du monde)
  - 2e de Falun - marathon (coupe du monde)
  - 2e de St Wendel - marathon (coupe du monde)
  - 3e de Mont-Saint Anne - marathon (coupe du monde)
- 2006
  - 2e de Villabassa - marathon (coupe du monde)
- 2007
  - 2e de KitzAlp Bike Festival - cross-country